# ГЭС Шонла
ГЭС Шонла (вьет. Thủy điện Sơn La) относится к плотинному типу, с гравитационной плотиной из укатанного бетона на реке Да, расположенной в провинции Шонла, Вьетнам.
Проект гидроэлектростанции был разработан с участием НИИ Гидропроект для реализации в качестве второй ступени каскада гидроузлов на реке Да. Выше по течению расположена ГЭС Лайтяу, а в 215 километрах ниже — действующая ГЭС Хоабинь, также в состав каскада войдут проектируемые ГЭС Банчак и Гуойкуанг.
Гидроузел является многофункциональным, выполняя не только задачу выработки электроэнергии, но и обеспечивая защиту сельскохозяйственных земель от затопления в случае паводков.